# Jean IV T'Serclaes
Jean T'Serclaes, né à Bruxelles et mort le 12 janvier 1389, fut évêque de Cambrai de 1378 à 1389.

## Biographie
Il est le frère d'Éverard t'Serclaes.
Un événement remarquable de son épiscopat est le double mariage des enfants de Philippe de France, duc de Bourgogne, avec ceux d'Albert Ier de Bavière, comte de Hainaut. Jean, appelé plus tard Jean sans Peur, fils aîné de Philippe, épouse Marguerite de Bavière, fille du comte ; et Guillaume, frère de Marguerite, épousa la sœur de Jean, laquelle s'appelait également Marguerite.

## Source
- La France pontificale, Cambrai,  pp. 202 ff.
- Ressource relative à la religion :   - Catholic Hierarchy